# Зидды (река)
Зидды (тадж. Зиддӣ) — река в Варзобском районе Таджикистана. Основная водная артерия Зиддинской долины.
Образуется в результате слиянии рек Ганчдара, Кульдара и Сангисафед. Сливаясь с рекой Майхура на высоте 1919 метров над уровнем моря, образуют Варзоб. Основные притоки — Дарисангодат и Сангодат (оба — левые).
Суммарная длина реки Зидды вместе с притоком Сангисафед составляет 25 км. Среднемноголетний расход воды 7,9 м³/с, максимальное значение 79,9 м³/с (май 1969), минимальное 0,5 м³/с (январь 1977). Суммарный среднегодовой сток 0,25 м³/год.
На весенне-летние месяцы приходится более 80 % стока. В июне, когда нулевая изотерма поднимается до отметки 2500 м, начинается половодье. Расчёты по метаданным показывают, что годовой сток равен количеству выпавших осадков.
На реке расположены населённые пункты Калон, Намозгох, Насруд, Обихирф и Хазора.